# Gamma Serpentis
Gamma Serpentis is een type-F hoofdreeksster met een spectraalklasse van F6.IV. De ster bevindt zich 36,7 lichtjaar van de zon.